# 内卡哈俱乐部
尼卡沙俱乐部（Club Necaxa）是墨西哥阿瓜斯卡连特斯州阿瓜斯卡连特斯市的一个足球俱乐部。内卡哈曾3次获得墨西哥足球甲级联赛冠军（1994-1995，1995-1996，1998年冬），现于第二级联赛墨西哥超級足球聯賽中参赛，主场位于维多利亚体育场。其球隊特點是因在賭球的讓球盤中獲勝而被賭波界稱為「墨超盤王」。

## 历史
1923年，普埃布拉州墨西哥光能公司（Compañía de Luz y Fuerza）的老板威廉姆·弗雷泽（英国人）创办了一支足球队，当时以所属公司命名。由于墨西哥足球协会禁止球队以私营企业名称命名，因而该队改名为内卡哈，得名于附近的内卡哈河。
1930年代末，内卡哈队是墨西哥最成功的球队，由于该队的团队精神，内卡哈队获得“十一兄弟”的绰号。1940年代，由于墨西哥足球的职业化，该队陷入沉寂。1950年，该队重新参加墨西哥足球联赛，但该队饱受财政赤字困扰。1971年，因欠薪问题，球队所有者将内卡哈队卖给了西班牙投资者。西班牙投资人解决了欠薪问题，并将球队更名为“西班牙竞技公牛”。1975年，该队获得中北美冠军杯。1982年，墨西哥商人收购了该球队，该队恢复原名。

## 荣誉
- 墨西哥足球超级联赛: 3

1994-95, 1995-96, 1998年冬
- 墨西哥足球甲级联赛: 2

Apertura 2009, Clausura 2010, Apertura 2014, Clausura 2016
- 墨西哥杯: 8

1924-25, 1925-26, 1932-33, 1935-36,1959-60, 1965-66, 1994-95, 2018